# ابراهیم گوکجک
ابراهیم گوکجک (ترکی استانبولی: İbrahim Gökçek؛ 1980 – ۷ مهٔ ۲۰۲۰) موسیقی‌دان، فعال سیاسی و خواننده گروه موسیقی «یوروم» اهل ترکیه بود. در ماه مه سال ۲۰۲۰ میلادی پس از اعتصاب غذای طولانی (323 روز) جان خود را در زندان ترکیه از دست داد. گوکجک به اتهام عضویت در جبهه آزادی خلق انقلابی زندانی شده بود. او در اعتراض به سرکوب‌ها و ممنوعیت برگزاری یک کنسرت دست به اعتصاب غذا زد.